# Metabolizam masnih kiselina
Metabolizam masnih kiselina se sastoji od kataboličkih procesa kojima se generiše energija i primarni metaboliti iz masnih kiselina, i anaboličkih procesa koji formiraju biološki važne molekule iz masnih kiselina i drugih prehrambenih izvora ugljenika.
Masne kiseline su važan izvor energije (adenozin trifosfata) za mnoge ćelijske organizme. Suvišne masne kiseline, glukoza, i druge hranljive materije se mogu efektivno skladištiti kao masti. Trigliceridi proizvode više od dvostruke količine energije po jedinici mase od ugljenih hidrata ili proteina. Ćelijske membrane su formirane od fosfolipida, u kojima svaki molekul sadrži dve masne kiseline. Masne kiseline se takođe koriste za modifikovanje proteina.

## Pregled
- Lipolizu izvode lipaze.
- Nakon odvajanja od glicerola, slobodne masne kiseline mogu da ulaze u krvotok i mišićna vlakna difuzijom.
- Beta oksidacija deli dugačke ugljovodonične lance masnih kiselina u acetil CoA, koji vremenom ulazi u Krebsov ciklus.

## Spoljašnje veze
- Hemijska logika iza metabolizma masnih kiselina